# Miconia pyramidalis
Miconia pyramidalis là một loài thực vật có hoa trong họ Mua. Loài này được (Desr.) DC. mô tả khoa học đầu tiên năm 1828.